# Ødipus
Ødipus var en græsk sagnkonge (på græsk: Οἰδίπους, Oidipous), der spillede en vigtig rolle i den thebanske sagnkreds. Ødipus var søn af Laios og Iokaste.

## Historien

### Udsættelsen
Kong Laios af Theben var blevet spået af oraklet i Delfi, at fik han en søn, ville denne søn dræbe ham og gifte sig med sin mor. Da Laios fik et drengebarn med sin dronning Iokaste, besluttede han af skræk for orakelsvaret at bede en af sine hyrder om at sætte den lille dreng ud i ødemarken. For at være sikker på, at han ikke kunne bruges som slave, overskar han drengens akillessener. Hyrden fulgte ikke ordren, men gav barnet videre til en hyrde fra den nærliggende bystat Korinth. Den hyrde overgav drengen til kongeparret i Korinth, Polybos og Merope. De syntes om drengen, og da de selv var barnløse, tog de ham til sig og gav ham navnet Ødipus, der betyder "svullenfod" på grund af hans vansirede hæle.

### Oraklet i Delfi
Således voksede Ødipus op som tronarving af Korinth, uvidende om sit rigtige ophav. Han udviklede sig til at blive en stærk og ædel ung mand. Ved en fest var der dog en, der en dag kom med antydninger om, at Ødipus var af fremmed herkomst, og da han forsøgte at udfritte sin mor om emnet, afviste hun ham. Ødipus drog da til Delfi for at få klarhed. Oraklet var som sædvanligt ikke spor klart. Pythia sagde: "Flygt fra din far, for møder du ham igen, vil du dræbe ham og derefter ægte din mor og avle børn med hende." Da Ødipus fik dette svar af Apollon, vovede han ikke at vende tilbage til Korinth, hvor han jo troede, at hans far og mor var. I stedet tog han vejen mod øst; mod Theben. Ved korsvejen ved Parnassos mødte han en fornem herre med følge. Da herolderne bad ham om at vige, vågnede stoltheden hos Ødipus, der jo var kongesøn, og et skænderi udviklede sig til et slagsmål, hvor Ødipus dræbte både herolder, følge og den fornemme herre. Kun kusken undslap og vendte tilbage til Theben for at rapportere, at kong Laios - for ham var det - var dræbt af røvere.

### Sfinxen
Ødipus fortsatte sin vandring uden videre tanker på hændelsen, og nåede sletten ved Theben. Den var bevogtet af et uhyre, der kaldtes sfinksen, og som stillede alle fremmede tilrejsende en gåde på liv og død. Kunne de ikke løse den, blev de dræbt af den skrækindjagende sfinks: "Hvad har én stemme, fire fødder, siden to fødder, til sidst tre fødder og er stærkest på færrest fødder?" Ødipus svarede: "Mennesket, da mennesket kravler på alle fire fra fødsel, går på to ben midtvejs i livet og tre ben ved livets ende (stok = tredje ben)." Sfinksen faldt død ned fra sin klippetop. Indbyggerne i Theben var begejstrede for deres redningsmand og udnævnte ham til konge. Ødipus ægtede enken efter den døde konge, Iokaste, uvidende om, at hun var hans egen mor. Med hende ved sin side levede han i fremgang og fik sønnerne Polyneikes og Eteokles og døtrene Antigone og Ismene

### Pesten
Efter nogle år udbrød der i Theben en frygtelig pest. Mange døde, og kornet rådnede på markerne. Ødipus havde som konge ansvar for at formilde guderne, og sendte Iokastes bror Kreon til Delfi for at spørge oraklet om, hvad han skulle gøre. Sofokles lader i sit skuespil Ødipus rex udtryk for, at krigsguden Ares havde sendt pesten, skønt ingen andre kilder knytter Ares til sygdomssmitte eller epidemier.
Pythia erklærede, at Theben var fortabt, hvis ikke man fandt den gamle kong Laios' morder. Ødipus satte straks en undersøgelse i gang og tilkaldte seeren Teiresias. Denne vægrede sig først, men røbede til sidst, at Laios blev dræbt i et vejkryds. Ødipus blev nu urolig; han havde jo selv dræbt en mand i et vejkryds. Iokaste beroligede ham med, at ikke alle sandsigere har ret. Da dukkede hyrderne op, som fandt Ødipus, og kunne bekræfte historien, hvor oraklets spådom var gået i opfyldelse. Iokaste hængte sig, mens Ødipus stak sine øjne ud.

### Landflygtighed
Ødipus' sønner drev ham bort fra byen, men de to døtre fulgte ham. Han endte i landsbyen Kolonos - i dag en bydel i Athen - som blind tigger. Her fandt han frem til det område, der var eumenidernes helligdom. Han forlangte da, at kongen i Athen, Theseus, skulle bringes derhen. Datteren Ismene ankom i stedet med besked om, at Ødipus var ønsket hjemme i Theben for at velsigne sin søn Eteokles, som derved håbede at undgå en grum skæbne, forudsagt af oraklet. Det sagde Ødipus nej til, og da Theseus ankom, lovede Ødipus ham at velsigne Athen, hvis han måtte blive, dø og begraves i Kolonós. Da Kreon kom med trusler om krig, mens han holdt Ødipus' to døtre som gidsler for at sikre sig Ødipus' tilbagekomst, sørgede Theseus for at jage Kreon på flugt og sætte de to piger fri. Dernæst dukkede Ødipus' anden søn, Polynikes, op for at få hjælp af sin far til sin krig for at vinde magten i Theben fra sin bror og Kreon. I stedet forbandede Ødipus sønnen, og forudsagde, at de to brødre kom til at dø for hinandens hånd. Det begyndte at tordne, og Ødipus erklærede, at han var ved at dø. Sammen med kong Theseus og sine døtre Ismene og Antigone gik han ind i en skjult del af lunden og afventede sin død, som kun Theseus var vidne til. Fra Ødipus' grav i Kolonós modtog Athens hans velsignelser og beskyttelse, og Theben hans forbandelser, skønt hans to døtre vendte tilbage til hjembyen i håb om at få afværget krig og oprør. I Kolonós blev hans grav dyrket, som havde han været en hero.
Sagnet er dramatiseret af Sofokles i en trilogi. I hans skuespil Ødipus rex (Kong Ødipus) mangler Ødipus den skyldfølelse, der ellers gør heltens undergang mere udholdelig for tilskuerne. Forbandelsen over hans far for at have voldtaget sin elev Khrysippos nævnes ikke af Sofokles; den voldtagne drengs far Pelops havde bedt om, at Laios skulle forblive barnløs eller, hvis han fik børn, myrdes af sin egen søn. I Sofokles' skuespil omtales denne slægtsforbandelse slet ikke. Hele handlingen foregår egentlig i fortiden, der gradvis rulles op. Denne tilbageskuende fortælleteknik er efterlignet af mange senere dramatikere, såsom Ibsen i Gengangere. Ydermere genkendes den i kriminalromanens fortælleteknik.

### Budskab
Ødipus har altid vandret i blinde, da skæbnen er bestemt på forhånd.